# Лонжерон
Лонжерон (на френски: longeron, от longer – по дължината) е основен надлъжен силов елемент в конструкциите на много инженерни съоръжения (самолети, автомобили, вагони, мостове, кораби и др.). В авиационната литература на български език за този конструктивен елемент се използва и наименованието надлъжник. В разговорния език често този конструктивен елемент се нарича с по-общия термин греда. Поради големите натоварвания на лонжерона в процеса на експлоатация и зависимостта на надеждноста на цялото изделие от този елемент, проектирането и изграждането на една конструкция с такива елементи е свързано с добро познаване и прилагане на теорията от науките Техническа механика и Съпротивление на материалите.

## Конструкция
Голямото разнообразие на приложение, определя и разнообразието в материала, формата и начина на свързване.
- Материал. В исторически план първият и най-масово използван материал е дървото. Подлежи на сравнително лесен добив и обработка. Основно е влагано като материал при строителство на мостове и транспортни средства до началото на ХХ век. В самолетостроенето е основен материал за лонжерони до 30 години на ХХ век. Използва се при любителското самолетостроене главно в леката и свърхлеката авиация. С метали се изработват лонжерони за високи натоварвания, а в самолетостроенето се използват предимно профили и тръби от дуралуминий.
- Конструкция. Лонжероните се изработват с конструкция позволяваща да понесе големи постоянни и променливи натоварвания с различна интензивност и посока. Ако има две стени (рядко се използва) той може да носи и усукващ момент. Обикновено се състои от два пояса и стена. В редки случаи стената се заменя с пръти. От дървен материал се изработват и използват лонжерони с плътно сечение квадрат или правоъгълник. Лонжероните от метал обикновено са съставни като се изграждат от профили – Г или Т – образни, П-образни, двойно Т-образни или от специално изработени профили с променливо по дължината сечение. Свързването на отделни елементи, изграждащи конструкцията на лонжерона се прави със залепване (при дървен материал), с винтови връзки или занитване. Обикновено, макар основният и отговорен елемет да е лонжерона, в конструкцията има и други надлъжни елементи (стрингери), както и напречни такива (шпангоут), за да се изгради една по-мощна високо устойчива пространствена структура. Това особено важи и се прилага в самолетните конструкции - фюзелаж, крила, оперение с кормилата за управление и елероните.

## Лонжеронът в самолетостроенето
Макар и да се използва в много езици, техническият термин лонжерон не обозначава това, което е прието в България. В България този термин вероятно е възприет с контактите (обучение и самолети), които са установени с Русия и Франция в началото на ХХ век и с лонжерон се обозначава основния надлъжен силов елемент в крилата и фюзелажа. В английски език лонжероните са основен градивен елемент във фюзелажа и са по-масивни от стрингерите, но за масивните лонжерони в крилата се употребява термина Spar. В немския език конструкцията на лонжерона е наречена Holm (Flügel).
В самолетостроенето конструкцията на лонжероните трябва да има изключителна здравина. Към тях се предявява и едно друго противоречиво изискване – да има минимално тегло. Новите композитни материали в самолетостроенето позволяват във висока степен конструктивни решения удовлетворяващи тези две основни и взаимно изключващи се изисквания. Лонжероните в крилата (един, два или повече), поемат 99% от натоварването в процеса на експлоатация на самолета. Към теглото на самолета в полет трябва да се прибавят и натоварванията породени от характера на полета и турбулентността на атмосферата. Конструкцията не трябва да се разруши при положителни и отрицателни натоварвания в пътническите самолети достигащи до 5 g, а в маневрените до 10 g.